# Élections municipales de 1929 dans la Somme
Les élections municipales ont eu lieu les 5 et 12 mai 1929 dans la Somme.

## Maires sortants et maires élus
Les maires élus à la suite des élections municipales dans les communes de plus de 2 000 habitants :
| Commune                | Population | Maire élu           | Parti | Parti   | Maire élu           | Parti | Parti   |
| ---------------------- | ---------- | ------------------- | ----- | ------- | ------------------- | ----- | ------- |
| Abbeville              | 20 320     | Paul Delique        |       | PRRRS   | Paul Delique        |       | PRRRS   |
| Ailly-sur-Somme        | 2 218      | Émile Delacroix     |       | PRRRS   | Émile Delacroix     |       | PRRRS   |
| Albert                 | 6 720      | Émile Leturcq       |       | PRRRS   | Émile Leturcq       |       | PRRRS   |
| Amiens                 | 91 576     | Lucien Lecointe     |       | PRSSF   | Lucien Lecointe     |       | PRSSF   |
| Beauval                | 2 405      | Gustave Jovelet     |       | AD      | Gustave Jovelet     |       | AD      |
| Cayeux-sur-Mer         | 3 266      | Anatole Mopin       |       | PRRRS   | Anatole Mopin       |       | PRRRS   |
| Corbie                 | 4 643      | Jean Masse          |       | AD      | Jean Masse          |       | AD      |
| Le Crotoy              | 2 654      | Gustave David       |       | AD      | Gustave David       |       | AD      |
| Doullens               | 5 699      | Henri Margry        |       | PRRRS   | Albert Rousé        |       | AD      |
| Feuquières-en-Vimeu    | 2 018      | Clotaire Frété      |       | SFIO    | Clotaire Frété      |       | SFIO    |
| Flixecourt             | 3 100      | Étienne Dubourguier |       | PRRRS   | Étienne Dubourguier |       | PRRRS   |
| Friville-Escarbotin    | 3 199      | Émile Imbert *      |       | AD      | Albert Vérité       |       | SFIO    |
| Gamaches               | 2 635      | Ernest Baille       |       | FR      | Ernest Baille       |       | FR      |
| Ham                    | 2 793      | Augustin Gobin      |       | PRRRS   | Léon Champagne      |       | AD      |
| Longueau               | 3 484      | Louis Prot          |       | PC-SFIC | Louis Prot          |       | PC-SFIC |
| Mers-les-Bains         | 2 750      | Alexandre Arnoult   |       | FR      | Alexandre Arnoult   |       | FR      |
| Montdidier             | 4 706      | Louis Lematte       |       | PRRRS   | Louis Lematte       |       | PRRRS   |
| Moreuil                | 2 625      | René Cartier        |       | AD      | Marcel Ferbus       |       | SFIO    |
| Nesle                  | 2 491      | René Vergelot       |       | PRRRS   | René Vergelot       |       | PRRRS   |
| Péronne                | 4 314      | Arthur Cottel       |       | PRRRS   | Arthur Cottel       |       | PRRRS   |
| Rosières-en-Santerre   | 2 456      | Albert Chantrel     |       | RI      | Albert Chantrel     |       | RI      |
| Roye                   | 5 309      | Gustave Varez       |       | PRRRS   | Gustave Varez       |       | PRRRS   |
| Rue                    | 2 807      | Ernest Dumont       |       | FR      | Ernest Dumont       |       | FR      |
| Saint-Ouen             | 2 763      | Léon Bacquet        |       | PC-SFIC | Léon Bacquet        |       | PC-SFIC |
| Saint-Valery-sur-Somme | 3 071      | Paul Cagnard        |       | PRRRS   | Alphonse Pierru     |       | AD      |
| Villers-Bretonneux     | 3 552      | Jules Vendeville    |       | PRRRS   | Jules Vendeville    |       | PRRRS   |
| * Ne se représente pas |            |                     |       |         |                     |       |         |

### Résultats en nombre de mairies
| Partis              | Partis                                              | Maires sortants | Maires élus | Évolution     |
| ------------------- | --------------------------------------------------- | --------------- | ----------- | ------------- |
|                     | Parti républicain radical et radical-socialiste     | 13              | 10          | 3             |
|                     | Parti républicain socialiste et socialiste français | 1               | 1           | en stagnation |
| Total centre-gauche | Total centre-gauche                                 | 14              | 11          | 3             |
|                     | Alliance démocratique                               | 5               | 6           | 1             |
|                     | Fédération républicaine                             | 3               | 3           | en stagnation |
|                     | Radicaux indépendants                               | 1               | 1           | en stagnation |
| Total droite        | Total droite                                        | 9               | 10          | 1             |
|                     | Section française de l'Internationale ouvrière      | 1               | 3           | 2             |
|                     | Parti communiste (SFIC)                             | 2               | 2           | en stagnation |
| Total gauche        | Total gauche                                        | 3               | 5           | 2             |
| Total               | Total                                               | 26              | 26          |               |

## Résultats
L'élection des conseillers municipaux étant au scrutin majoritaire plurinominal sous la IIIe République, les résultats indiqués ci-dessous représentent le nombre moyen de voix par liste,.

### Abbeville
Maire sortant : Paul Delique (PRRRS) depuis 1925.
27 sièges à pourvoir
| Tête de liste                                        | Tête de liste   | Liste          | Premier tour | Premier tour | Sièges |  |
| Tête de liste                                        | Tête de liste   | Liste          | Voix         | %            | CM     |  |
| ---------------------------------------------------- | --------------- | -------------- | ------------ | ------------ | ------ |  |
|                                                      | Paul Delique*   | PRRRS - SFIO   | 3 090        | 74,71        | 27     |  |
| Liste républicaine d'entente démocratique et sociale |                 |                | 3 090        | 74,71        | 27     |  |
|                                                      | Henri Murco     | Isolé          | 1 436        | 34,72        | 0      |  |
|                                                      | Jean Santoni    | FR             | 823          | 19,90        | 0      |  |
| Liste d'opposition                                   |                 |                | 823          | 19,90        | 0      |  |
|                                                      | Alfred Lefebvre | SI             | 312          | 7,54         | 0      |  |
|                                                      |                 |                |              |              |        |  |
| Inscrits                                             | Inscrits        | Inscrits       | 5 014        | 100,00       |        |  |
| Abstentions                                          | Abstentions     | Abstentions    | 786          | 15,68        |        |  |
| Votants                                              | Votants         | Votants        | 4 228        | 84,32        |        |  |
| Blancs et nuls                                       | Blancs et nuls  | Blancs et nuls | 92           | 2,18         |        |  |
| Exprimés                                             | Exprimés        | Exprimés       | 4 136        | 97,82        |        |  |
| * Maire sortant                                      |                 |                |              |              |        |  |

Maire élu : Paul Delique (PRRRS)

### Albert
Maire sortant : Émile Leturcq (PRRRS) depuis 1925.
23 sièges à pourvoir
| Tête de liste                          | Tête de liste       | Liste        | Premier tour | Second tour | Sièges |
| Tête de liste                          | Tête de liste       | Liste        | Élus         | Élus        | CM     |
| -------------------------------------- | ------------------- | ------------ | ------------ | ----------- | ------ |
|                                        | Émile Leturcq*      | PRRRS - SFIO | 4            | 16          | 20     |
| Liste municipale d'entente des gauches |                     |              | 4            | 16          | 20     |
|                                        | Frédéric Ehrestmann | AD - RI      | 0            | 3           | 3      |
| Liste d'union démocratique             |                     |              | 0            | 3           | 3      |
|                                        |                     |              |              |             |        |
| * Maire sortant                        |                     |              |              |             |        |

Le nouveau conseil municipal est composé de 15 radicaux-socialistes, 5 socialistes, 2 radicaux indépendants et un républicain de gauche.
Maire élu : Émile Leturcq (PRRRS)

### Amiens
Maire sortant : Lucien Lecointe (PSF) depuis 1925.
36 sièges à pourvoir
| Tête de liste                                     | Tête de liste     | Liste          | Premier tour | Premier tour | Premier tour | Second tour | Second tour | Second tour | Sièges |  |
| Tête de liste                                     | Tête de liste     | Liste          | Voix         | %            | Élus         | Voix        | %           | Élus        | CM     |  |
| ------------------------------------------------- | ----------------- | -------------- | ------------ | ------------ | ------------ | ----------- | ----------- | ----------- | ------ |  |
|                                                   | Lucien Lecointe*  | PRSSF - PRRRS  | 6 150        | 32,64        | 0            | 12 118      |             | 36          | 36     |  |
| Liste de la Fédération des groupes républicains ¹ |                   |                | 6 150        | 32,64        | 0            | 12 118      |             | 36          | 36     |  |
|                                                   | Henri Lasselain   | SFIO           | 4 093        | 21,72        | 0            | 12 118      |             | 36          | 36     |  |
| Liste d'union ouvrière et socialiste ¹            |                   |                | 4 093        | 21,72        | 0            | 12 118      |             | 36          | 36     |  |
|                                                   | Georges Béthouart | FR - AD - RI   | 5 405        | 28,68        | 0            | 6 231       |             | 0           | 0      |  |
| Liste républicaine d'intérêt municipal            |                   |                | 5 405        | 28,68        | 0            | 6 231       |             | 0           | 0      |  |
|                                                   | Maurice Mazier    | PC-SFIC        | 1 694        | 8,99         | 0            | 1 437       |             | 0           | 0      |  |
| Liste municipale communiste                       |                   |                | 1 694        | 8,99         | 0            | 1 437       |             | 0           | 0      |  |
|                                                   | Maurice Desaint   | PRS - DVD      | 897          | 4,76         | 0            |             |             |             |        |  |
| Liste de défense des contribuables                |                   |                | 897          | 4,76         | 0            |             |             |             |        |  |
|                                                   |                   |                |              |              |              |             |             |             |        |  |
| Inscrits                                          | Inscrits          | Inscrits       | 24 664       | 100,00       |              | 24 664      | 100,00      |             |        |  |
| Abstentions                                       | Abstentions       | Abstentions    | 5 400        | 21,89        | 5 748        | 23,31       |             |             |        |  |
| Votants                                           | Votants           | Votants        | 19 264       | 78,11        | 18 916       | 76,69       |             |             |        |  |
| Blancs et nuls                                    | Blancs et nuls    | Blancs et nuls | 420          | 2,18         |              |             |             |             |        |  |
| Exprimés                                          | Exprimés          | Exprimés       | 18 844       | 97,82        |              |             |             |             |        |  |
| * Maire sortant                                   |                   |                |              |              |              |             |             |             |        |  |

Maire élu : Lucien Lecointe (PSF)

### Cayeux-sur-Mer
Maire Sortant : Anatole Mopin (PRRRS) depuis 1908.
23 sièges à pourvoir
| Tête de liste                              | Tête de liste  | Liste        | Premier tour | Second tour | Sièges |
| Tête de liste                              | Tête de liste  | Liste        | Élus         | Élus        | CM     |
| ------------------------------------------ | -------------- | ------------ | ------------ | ----------- | ------ |
|                                            | Anatole Mopin* | PRRRS        | 7            | 8           | 15     |
| Liste républicaine des intérêts municipaux |                |              | 7            | 8           | 15     |
|                                            | Raoul Bayle    | Indépendants | 0            | 6           | 6      |
|                                            |                |              | 0            | 6           | 6      |
|                                            | M. Marseille   | Indépendants | 0            | 2           | 2      |
|                                            |                |              | 0            | 2           | 2      |
|                                            |                |              |              |             |        |
| * Maire sortant                            |                |              |              |             |        |

Maire élu : : Anatole Mopin (PRRRS)

### Corbie
Maire sortant : Jean Masse (AD) depuis 1919.
23 sièges à pourvoir
| Tête de liste                           | Tête de liste | Liste             | Premier tour | Second tour | Sièges |
| Tête de liste                           | Tête de liste | Liste             | Élus         | Élus        | CM     |
| --------------------------------------- | ------------- | ----------------- | ------------ | ----------- | ------ |
|                                         | Jean Masse *  | AD - PRRRS - SFIO | 15           | 8           | 23     |
| Liste municipale d'entente républicaine |               |                   | 15           | 8           | 23     |
|                                         | Léon Lemaire  | PC-SFIC           | 0            | 0           | 0      |
| Liste du Parti communiste               |               |                   | 0            | 0           | 0      |
|                                         |               |                   |              |             |        |
| * Maire sortant                         |               |                   |              |             |        |

Maire élu : Jean Masse (AD)

### Doullens
Maire sortant : Henri Margry (PRRRS) depuis 1923.
23 sièges à pourvoir
| Tête de liste                | Tête de liste   | Liste            | Premier tour | Second tour | Sièges |
| Tête de liste                | Tête de liste   | Liste            | Élus         | Élus        | CM     |
| ---------------------------- | --------------- | ---------------- | ------------ | ----------- | ------ |
|                              | Étienne Dusevel | PRRRS diss. - AD | 6            | 14          | 20     |
| Liste d'entente républicaine |                 |                  | 6            | 14          | 20     |
|                              | Henri Margry*   | PRRRS            | 0            | 3           | 3      |
| Liste municipale             |                 |                  | 0            | 3           | 3      |
|                              |                 |                  |              |             |        |
| * Maire sortant              |                 |                  |              |             |        |

Maire élu : Albert Rousé (AD)

### Flixecourt
Maire sortant : Étienne Dubourguier (PRRRS) depuis 1919.
23 sièges à pourvoir
| Tête de liste      | Tête de liste        | Liste | Premier tour | Second tour | Sièges |
| Tête de liste      | Tête de liste        | Liste | Élus         | Élus        | CM     |
| ------------------ | -------------------- | ----- | ------------ | ----------- | ------ |
|                    | Étienne Dubourguier* | PRRRS | 19           | 3           | 22     |
| Liste municipale   |                      |       | 19           | 3           | 22     |
|                    | ?                    | ?     | 1            | 0           | 1      |
| Liste d'opposition |                      |       | 1            | 0           | 1      |
|                    |                      |       |              |             |        |
| * Maire sortant    |                      |       |              |             |        |

Maire élu : Étienne Dubourguier (PRRRS)

### Friville-Escarbotin
Maire Sortant : Émile Imbert, depuis 1925 (ne se représente pas).
21 sièges à pourvoir
| Tête de liste                      | Tête de liste   | Liste        | Premier tour | Second tour | Sièges |  |
| Tête de liste                      | Tête de liste   | Liste        | Élus         | Élus        | CM     |  |
| ---------------------------------- | --------------- | ------------ | ------------ | ----------- | ------ |  |
|                                    | Alfred Vérité   | SFIO - PRRRS | 6            | 8           | 14     |  |
| Liste de défense laïque et sociale |                 |              | 6            | 8           | 14     |  |
|                                    | Paul Hannebelle | AD           | 2            | 5           | 7      |  |
| Liste municipale                   |                 |              | 2            | 5           | 7      |  |
|                                    | Victor Berger   | PC-SFIC      | 0            | 0           | 0      |  |
| Liste du Parti communiste          |                 |              | 0            | 0           | 0      |  |
|                                    |                 |              |              |             |        |  |
| * Maire sortant                    |                 |              |              |             |        |  |

Maire élu : Alfred Vérité (SFIO)

### Longueau
Maire Sortant : Louis Prot (PC-SFIC) depuis 1925.
21 sièges à pourvoir
|                            | Louis Prot * | PC-SFIC | 21 | 21 |  |  |  |
| Liste du Parti communiste' |              |         | 21 | 21 |  |  |  |
|                            |              |         |    |    |  |  |  |
| * Maire sortant            |              |         |    |    |  |  |  |

Maire élu : Louis Prot (PC-SFIC)

### Montdidier
Maire sortant : Louis Lematte (PRRRS) depuis 1925.
23 sièges à pourvoir
| Tête de liste                         | Tête de liste    | Liste            | Premier tour | Premier tour | Premier tour | Second tour | Second tour | Second tour | Sièges |
| Tête de liste                         | Tête de liste    | Liste            | Voix         | %            | Élus         | Voix        | %           | Élus        | CM     |
| ------------------------------------- | ---------------- | ---------------- | ------------ | ------------ | ------------ | ----------- | ----------- | ----------- | ------ |
|                                       | Louis Lematte*   | PRRRS - SFIO     |              |              | 17           |             |             | 3           | 20     |
| Liste d'Union démocratique et sociale |                  |                  |              |              | 17           |             |             | 3           | 20     |
|                                       | Candidats isolés | Candidats isolés |              |              |              |             |             | 3           | 3      |
|                                       |                  |                  |              |              |              |             |             |             |        |
| Inscrits                              | Inscrits         | Inscrits         | 1 181        | 100,00       |              | 1 181       | 100,00      |             |        |
| Abstentions                           | Abstentions      | Abstentions      | 195          | 16,51        | 282          | 23,88       |             |             |        |
| Votants                               | Votants          | Votants          | 986          | 83,49        | 899          | 76,12       |             |             |        |
| Blancs et nuls                        | Blancs et nuls   | Blancs et nuls   | 26           | 2,64         | 11           | 1,22        |             |             |        |
| Exprimés                              | Exprimés         | Exprimés         | 960          | 97,36        | 888          | 98,78       |             |             |        |
| * Maire sortant                       |                  |                  |              |              |              |             |             |             |        |

Maire élu : Louis Lematte (PRRRS)

### Péronne
Maire sortant : Arthur Cottel (PRRRS) depuis 1928.
23 sièges à pourvoir
| Tête de liste                           | Tête de liste        | Liste            | Premier tour | Premier tour | Premier tour | Second tour | Second tour | Second tour | Sièges |
| Tête de liste                           | Tête de liste        | Liste            | Voix         | %            | Élus         | Voix        | %           | Élus        | CM     |
| --------------------------------------- | -------------------- | ---------------- | ------------ | ------------ | ------------ | ----------- | ----------- | ----------- | ------ |
|                                         | Arthur Cottel*       | PRRRS - AD       | 457          | 53,51        | 16           | 275         | 32,05       | 3           | 19     |
| Liste municipale d'entente républicaine |                      |                  | 457          | 53,51        | 16           | 275         | 32,05       | 3           | 19     |
|                                         | Jean-Baptiste Masson | SFIO             |              |              | 0            | 329         | 38,34       | 4           | 4      |
| Liste d'union ouvrière et socialiste    |                      |                  |              |              | 0            | 329         | 38,34       | 4           | 4      |
|                                         | Candidats isolés     | Candidats isolés |              |              | 0            | 123         | 14,34       | 0           | 0      |
|                                         | M. Baluet            | Indépendants     |              |              | 0            | 118         | 13,75       | 0           | 0      |
| Liste d'union                           |                      |                  |              |              | 0            | 118         | 13,75       | 0           | 0      |
|                                         |                      |                  |              |              |              |             |             |             |        |
| Inscrits                                | Inscrits             | Inscrits         | 1 049        | 100,00       |              | 1 049       | 100,00      |             |        |
| Abstentions                             | Abstentions          | Abstentions      | 186          | 17,73        | 184          | 17,54       |             |             |        |
| Votants                                 | Votants              | Votants          | 863          | 82,27        | 865          | 82,46       |             |             |        |
| Blancs et nuls                          | Blancs et nuls       | Blancs et nuls   | 9            | 1,04         | 7            | 0,81        |             |             |        |
| Exprimés                                | Exprimés             | Exprimés         | 854          | 98,96        | 858          | 99,19       |             |             |        |
| * Maire sortant                         |                      |                  |              |              |              |             |             |             |        |

Maire élu : Arthur Cottel (PRRRS)

### Roye
Maire sortant : Gustave Varez (PRRRS) depuis 1925.
23 sièges à pourvoir
|                              | Gustave Varez* | PRRRS - SFIO          | 5 | 14 | 19 |  |  |
| Liste de l'union des gauches |                |                       | 5 | 14 | 19 |  |  |
|                              | M. Danoy       | Modérés               | 1 | 2  | 3  |  |  |
| Liste modérée et libérale    |                |                       | 1 | 2  | 3  |  |  |
|                              | M. Desjardin   | Indépendant de gauche | 0 | 1  | 1  |  |  |
|                              |                |                       |   |    |    |  |  |
| * Maire sortant              |                |                       |   |    |    |  |  |

Maire élu : Gustave Varez (PRRRS)

### Saint-Valery-sur-Somme
Maire sortant : Paul Cagnard (AD) depuis 1925.
21 sièges à pourvoir
|                                                | Alphonse Pierru | AD - FR | 21 | 21 |  |  |  |
| Liste de défense des intérêts communaux        |                 |         | 21 | 21 |  |  |  |
|                                                | Paul Cagnard*   | PRRRS   | 0  | 0  |  |  |  |
| Liste municipale de concentration républicaine |                 |         | 0  | 0  |  |  |  |
|                                                |                 |         |    |    |  |  |  |
| * Maire sortant                                |                 |         |    |    |  |  |  |

Maire élu : Alphonse Pierru (AD)

### Villers-Bretonneux
Maire sortant : Jules Vendeville (PRRRS) depuis 1914.
23 sièges à pourvoir
|                                                      | Jules Vendeville* | PRRRS - SFIO | 4 | 13 | 17 |  |  |
| Liste d'entente républicaine, radicale et socialiste |                   |              | 4 | 13 | 17 |  |  |
|                                                      |                   | FR - AD      | 0 | 6  | 6  |  |  |
| Liste de défense des intérêts communaux              |                   |              | 0 | 6  | 6  |  |  |
|                                                      |                   | PC-SFIC      | 0 | 0  | 0  |  |  |
| Liste du Parti communiste                            |                   |              | 0 | 0  | 0  |  |  |
|                                                      |                   |              |   |    |    |  |  |
| * Maire sortant                                      |                   |              |   |    |    |  |  |

Maire élu : Jules Vendeville (PRRRS)